# Onze-Lieve-Vrouw-Boodschapskapel

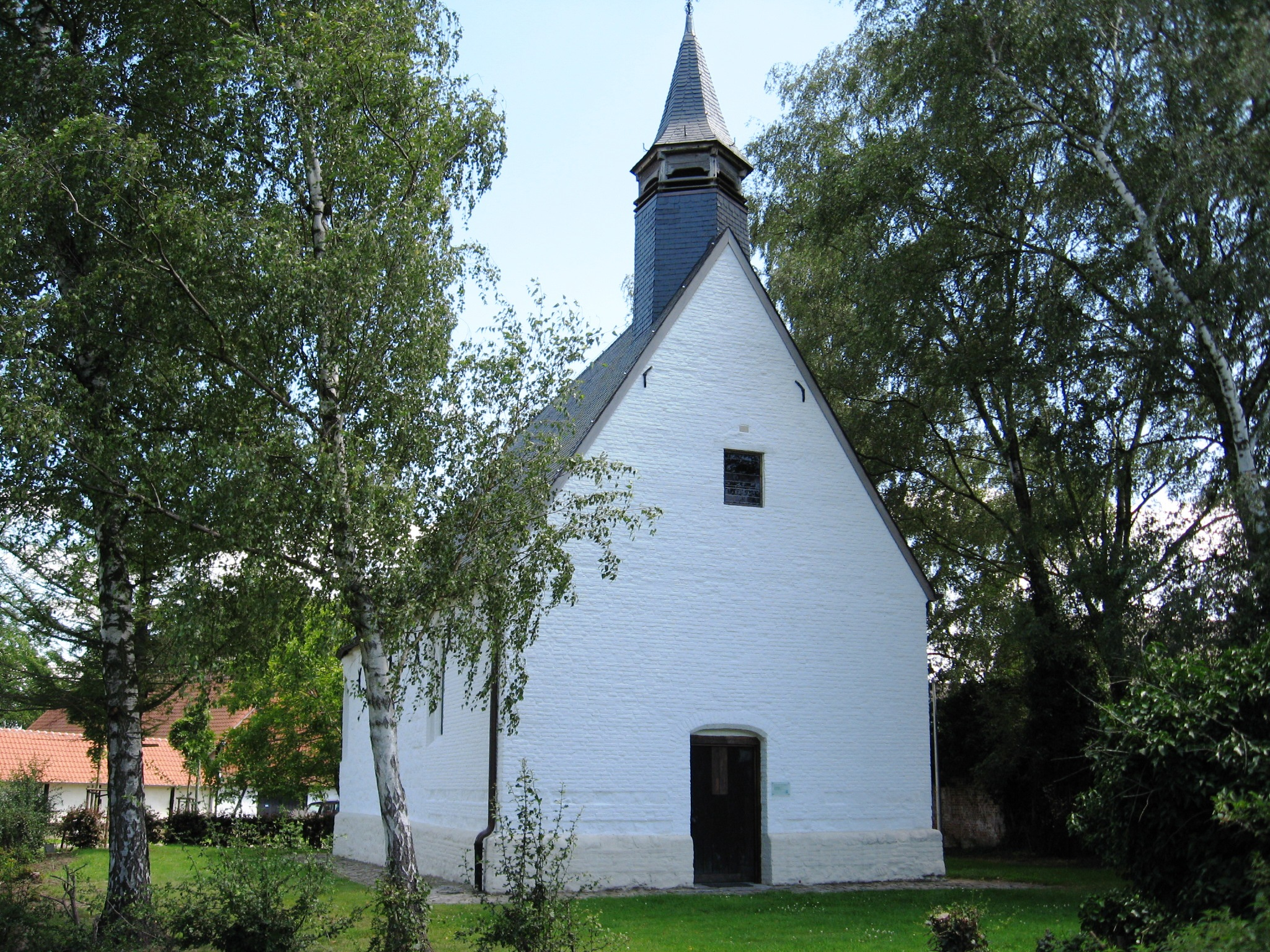
Onze-Lieve-Vrouw Boodschapskapel

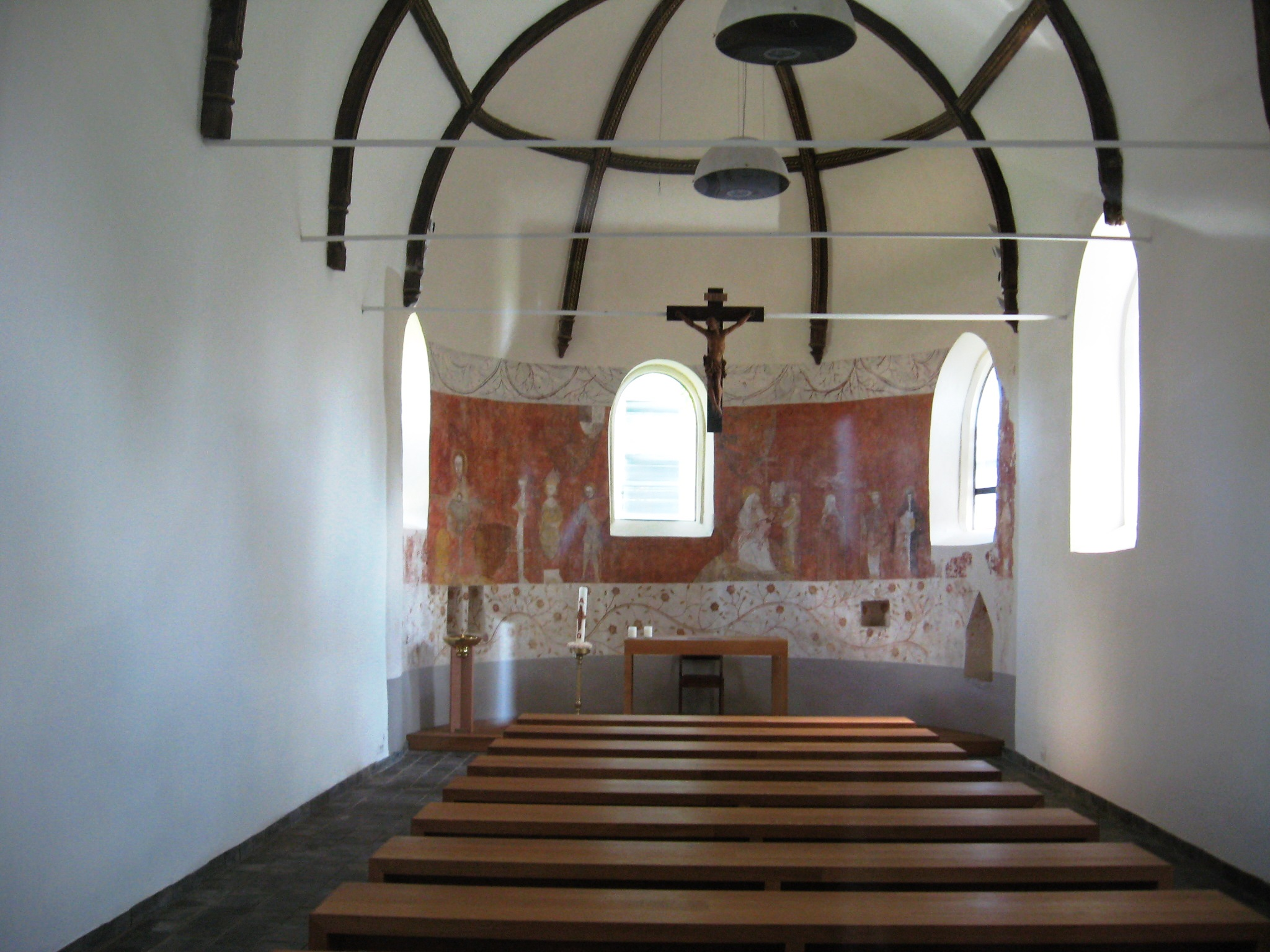
Interieur met muurschildering

De Onze-Lieve-Vrouw-Boodschapskapel is de voormalige parochiekerk van Spalbeek, gelegen aan Spalbeekstraat 67.
De oudste delen van het gebouw zijn romaans, zoals het in ijzerzandsteen opgetrokken koor, dat uit de 12e of 13e eeuw stamt. Naar verluidt zou de ziekenkamer van de heilige Elisabeth van Spalbeek (begin 14e eeuw) aan de oostzijde van het schip hebben gelegen. De oostelijke traveeën van het schip (tussen 1320 en 1350) zijn uitgevoerd in ijzerzandsteen, de westelijke traveeën zijn laatgotisch en in baksteen uitgevoerd. De westgevel werd tussen 1610 en 1650 gebouwd.
Vanouds was de kapel onderhorig aan de parochie van Kermt, maar in 1848 werd Spalbeek een zelfstandige parochie. In 1870 werden bij toeval muurschilderingen in het kerkje ontdekt. Toen, in 1890, de neoromaanse Onze-Lieve-Vrouw Boodschapskerk in gebruik werd genomen, kreeg dit bouwwerk weer de status van kapel. Van 1950-1953 werd de kapel gerestaureerd.

## Interieur
Van belang zijn twee gotische muurschilderingen, voorstellende de tronende Christus en -mogelijk- Elisabeth van Spalbeek. Dateringen lopen uiteen van 2e helft 14e eeuw tot eind 15e eeuw.